# Talabıqışlaq
Talabıqışlaq è un comune dell'Azerbaigian situato nel distretto di Quba. Conta una popolazione di 1 624 abitanti.